# ファレメ川

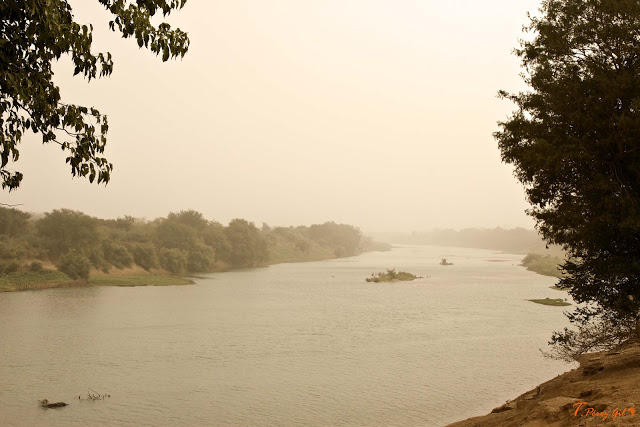
ファレメ川（セネガル東部、トゥンブラ村（Toumboura）付近）

ファレメ川（ファレメがわ、Falémé River）は、西アフリカの河川。ギニア北部の水源から北北東に流れ、ギニアとセネガルの国境を短い間流れたのちマリに入り、北に流れを転じてマリとセネガルの国境を流れ、セネガル東部のバケルの街の50㎞上流でセネガル川に流入する。
ファレメ川の長さは約650kmで、流域面積は28,900 km2である。この川の源流はギニアのフータ・ジャロン山地の北部、標高約800mの地点である。この山地の降雨の大部分は西アフリカのモンスーンによって5月から10月にもたらされ、なかでも8月に最も多くなる。そのためこの川の流れは非常に季節的なもので、9月に流量が最大となり、12月から6月にかけてはほとんど流れない。1904年から1984年にかけての年間平均河川流量は6.59 km3である。
ファレメ川の源流近くのセネガル領内には、鉄鉱石の鉱脈が存在する。近年、マリ国境に近いセネガルのジアブグ村で金鉱が発見され、ゴールドラッシュが巻き起こった。また、フータ・ジャロン山地北東側のギニア領内のファレメ川とバフィン川最上流部一帯の森林、サバナと氾濫原はチンパンジー、ライオン、ハゲワシなどの生息地として、2007年にラムサール条約登録地となった。